# Miro Žeravica
Miro Žeravica (18 de abril de 1972) es un deportista croata que compitió en natación.
Ganó dos medallas en el Campeonato Europeo de Natación en Piscina Corta, oro en 1999 y plata en 1996.

## Palmarés internacional
| Campeonato Europeo en Piscina Corta | Campeonato Europeo en Piscina Corta | Campeonato Europeo en Piscina Corta | Campeonato Europeo en Piscina Corta |
| Año                                 | Lugar                               | Medalla                             | Prueba                              |
| ----------------------------------- | ----------------------------------- | ----------------------------------- | ----------------------------------- |
| 1996                                | Rostock (Alemania)                  | Medalla de plata                    | 4 × 50 m libre                      |
| 1999                                | Lisboa (Portugal)                   | Medalla de oro                      | 50 m espalda                        |